# V/H/S/94
V/H/S/94 es una película estadounidense de terror del género metraje encontrado de 2021, y la cuarta entrega de la serie V/H/S. La película parte de un guion de David Bruckner, con segmentos dirigidos por Simon Barrett y Timo Tjahjanto, que regresan a la franquicia, además de los recién llegados Jennifer Reeder, Ryan Prows y Chloe Okuno. La trama sigue a un equipo SWAT de la policía que tropieza con un siniestro complejo de culto y su colección de cintas VHS.    
Tras los orígenes de culto de la serie en torno a los festivales de cine, V/H/S/94 tuvo su estreno mundial en el Fantastic Fest el 26 de septiembre de 2021, y también se proyectó en el Beyond Fest el 4 de octubre de 2021. La película se estrenó a través del servicio de streaming de películas de terror Shudder el 6 de octubre de 2021.

## Argumento
Los segmentos de la película se presentan como una serie de casetes encontrados por los miembros del equipo SWAT en la narración de la trama ("Holy Hell") mientras avanzan por un almacén abandonado que contiene restos de un suicidio masivo de una secta ritualista.
"Holy Hell" (Santo Infierno)
- Escrito y dirigido por Jennifer Reeder

La película se abre con el metraje de una mujer vestida de blanco ante la estática de viejos televisores mientras inhala el vapor de una sustancia blanca y pegajosa en sus manos. El metraje pasa a la misma mujer sentada en una silla con los ojos arrancados, contando desde diez con una voz estática mientras otra mujer pasa detrás de ella. La escena cambia a un equipo SWAT –formado por Slater, Oursler, Sprayberry, Spivey, Petro y Nash– mientras se preparan para salir de su vehículo para una redada de drogas. Gary, el camarógrafo, graba su conversación sobre lo "potente" que parecía la sustancia en la cinta VHS, y cómo necesitan hacer arrestos para compensar el mal manejo de Slater en una redada anterior.
El equipo irrumpe en un almacén oscuro y húmedo, y es recibido por una voz femenina distorsionada en los altavoces: "Todos son bienvenidos. Todos están mirando. Finalmente, seguidores, esta noche es la noche que han estado esperando. Seguid mi señal. La señal es el estimulante. La señal es el sedante. La señal es la salvación". A medida que los agentes avanzan por los estrechos pasillos, descubren varias habitaciones similares a las de las celdas de una prisión con televisores que muestran estática. Ven a un hombre sentado en una de las habitaciones, pero cuando los agentes le ordenan que no se mueva, se dan cuenta de que está muerto, con los ojos arrancados y la misteriosa sustancia de la cinta VHS derramada por el suelo.
Al avanzar por el almacén en busca de sospechosos, el equipo entra en la habitación que se ve en la cinta VHS y se encuentra con más cultistas muertos. Slater ordena buscar en el piso superior con el equipo principal, mientras el resto de los agentes sigue avanzando mientras en uno de los televisores expuestos comienza la primera cinta, "Storm Drain"
"Storm Drain" (Desagüe de tormenta)
- Escrito y dirigido por Chloe Okuno
- "The Veggie Master" (El Amo de los Vegetales), segmento comercial dirigido y editado por Steve Kostanski

La reportera Holly Marciano (Anna Hopkins) y su camarógrafo Jeff (Christian Potenza) hacen un reportaje sobre la leyenda del "Hombre Rata", que supuestamente ha sido visto en las alcantarillas de la ciudad. Tras una breve entrevista con un lugareño armado que afirma haber visto a la criatura cerca del desagüe de la alcantarilla, la pareja entra en el mismo para filmar una nota para el noticiero, sólo para escuchar extraños ruidos procedentes del interior, junto con parafernalia que indica que gente ha estado viviendo allí abajo. A pesar de las dudas de Jeff, Holly se aventura por los túneles para investigar y recopilar información para un reportaje sobre la aparente población subterránea de indigentes de la ciudad. Encuentran a un desconocido silencioso al final de un túnel, que no responde a sus preguntas y se aleja. Poco después, la pareja descubre a un anciano llamado Bill, que está cubierto de baba negra. Holly le pregunta a Bill si conoce al "Hombre Rata", lo que provoca que Bill sonría, murmure "Raatma" y comience a babear un líquido negro. Asustados, Holly y Jeff intentan huir, pero son capturados por otro habitante de las alcantarillas.
Los dos se despiertan rodeados de una comunidad conformada por más habitantes de las alcantarillas. Holly intenta explicarles por qué están allí, pero un sacerdote la interrumpe y les presenta al líder de la comunidad, Raatma, una grotesca criatura mitad humana y mitad rata que escupe ácido negro. El sacerdote recoge el ácido de la boca de Raatma y lo vierte sobre Jeff, quemándole la cara y matándolo. El sacerdote le explica a Holly que Jeff no era digno de servir bajo el mando de Raatma y que la prueba de Holly es la siguiente. La llevan hacia la criatura, que comienza a gruñir y a babear mientras Holly grita histéricamente. La cinta se corta repentinamente a un infomercial para el "Amo de los Vegetales" antes de volver a las noticias locales.
El presentador explica que Holly fue rescatada de la alcantarilla y que ahora ha vuelto a trabajar en la emisora; al parecer, Jeff no se encuentra en ninguna parte. Holly da su siguiente informe, sustituyendo involuntariamente palabras al azar con "Raatma", confundiendo a su copresentador. Al terminar, empieza a babear un líquido negro, antes de vomitar la sustancia sobre su copresentador y derretirle la cara, matándolo, con su muerte transmitida en directo. La sala de prensa entra en pánico y Holly termina su informe con "¡Salve Raatma!".
Mientras tanto, en "Holy Hell", los agentes se adentran en el edificio y se encuentran con una sala acondicionada para que parezca una iglesia, pero con una pantalla gigante al frente y maniquíes cortados en los asientos. La pantalla gigante muestra la segunda cinta, "The Empty Wake" (El Velorio vacío)
"The Empty Wake" (El Velatorio Vacío)
- Escrito y dirigido por Simon Barrett

En una funeraria, a una joven llamada Hailey (Kyal Legend) se le asigna la tarea de organizar el velatorio de un hombre llamado Andrew Edwards. Su jefe, Ronald (Adam Kenneth Wilson), y otro asistente, Tim (David Reale), abandonan el edificio por la noche, explicando que están a una llamada de distancia si ella necesita ayuda. Hailey se sienta sola en la funeraria, esperando que lleguen los invitados. Se producen acontecimientos extraños: las luces parpadean y oye golpes procedentes del interior del ataúd. Creyendo que está oyendo cosas, Hailey golpea la madera del ataúd y como respuesta, se oyen fuertes golpes desde el interior. Presa del pánico, Hailey llama a Tim y le dice que cree que Andrew está vivo en el ataúd. Tim la tranquiliza explicándole que lo más probable es que su cuerpo esté liberando gases que provocan los ruidos. Comienza una fuerte tormenta eléctrica que provoca apagones ocasionales en el edificio. Inquieta por la falta de invitados, Hailey llama a su amiga Sharon, pidiéndole que busque en los obituarios locales el nombre de Andrew.
Un hombre llamado Gustav llega al velatorio de Andrew y entabla una pequeña charla con Hailey. Mientras Hailey reorganiza los muebles, Gustav se dirige murmurando una oración al ataúd de Andrew antes de abandonar el velatorio. Sharon vuelve a llamar a Hailey y le dice que la muerte de Andrew ha aparecido en la portada del periódico local, y que éste se había subido al tejado de una iglesia gritando sandeces antes de saltar y golpearse contra los escalones de concreto de abajo. Se corta la luz, dejando el edificio a oscuras, y se oye un ruido sordo en el interior del ataúd; Hailey huye de la habitación.
Hailey vuelve a la habitación, que está desordenada; el ataúd ha sido volcado y está abierto, y ve a Andrew de pie contra la pared, de espaldas a ella. Intenta hablar con él y éste se da la vuelta, revelando que le falta la mitad superior de la cabeza. Hailey se esconde detrás de las sillas mientras el cadáver de Andrew se tambalea buscándola, y atraviesa la habitación para esconderse detrás del ataúd cuando suena una sirena de tornado en el exterior. Halley distrae a Andrew encendiendo la radio y poniendo música a todo volumen desde el otro lado de la habitación. En el suelo, frente a ella, se encuentra la otra mitad de la cabeza de Andrew con un solo globo ocular que funciona, que se mueve para mirarla; Hailey grita mientras el cadáver de Andrew la ataca y la cámara se corta. Más tarde, la cámara muestra la habitación destrozada mientras Hailey, ahora poseída por el espíritu de Andrew, se levanta y sale por una ventana hacia la tormenta.
Mientras tanto, en "Holly Hell", los agentes descubren partes de cuerpos esparcidas por el suelo, maniquíes en los retretes y cruces invertidas colgando del techo de varias habitaciones. Presas del pánico, planean salir del edificio. Mientras una voz desconocida afirma que "el paraíso es ahora mismo", un televisor comienza a reproducir la tercera cinta "The Subject"
"The Subject" (El Sujeto)
- Escrito y dirigido por Timo Tjahjanto

Un hombre se despierta y descubre que su cuerpo ha desaparecido y ha sido sustituido por patas de araña mecánicas. Se cae de sus ataduras y se prende fuego, que pronto es apagado por el Dr. James Suhendra, un científico trastornado pero experto. James desea crear un híbrido mecánico-humano con éxito, utilizando humanos secuestrados como conejillos de indias. Realiza una lobotomía a una joven ("Sujeto 99") utilizando una sierra circular, y seda a un joven inmovilizado ("Sujeto 98") después de que se despierte antes de tiempo. Ambos experimentos tienen éxito; el Sujeto 98 se convierte en un gran robot con cuchillas accionadas por muelles como brazos, y el Sujeto 99 se convierte en un cyborg funcional que responde al habla. El resto de la cinta se presenta principalmente desde su punto de vista. James celebra el éxito de 99, mientras que en la TV, un informe de noticias afirma que una serie de desapariciones recientes están abriendo brechas entre la policía y el público. Se sospecha que James ha secuestrado a sus pacientes, y se muestra en pantalla el antiguo yo de 99; James comenta que ella aún reconoce su antigua apariencia.
James intenta borrar los recuerdos de 99, pero ésta se despierta durante el procedimiento y golpea a James, antes de intentar deshacer sus ataduras. James golpea repetidamente a 99 con una bandeja metálica, y su batería disminuye antes de ser interrumpido por un golpe en la puerta; un equipo de soldados ha llegado para arrestar a James. El doctor arroja una manta sobre 99 mientras los soldados irrumpen en la casa, y la cinta pasa al tímido camarógrafo Jono. Después de que el comandante confirme que James es su sospechoso, la policía lo mata a tiros y empieza a buscar supervivientes en el laboratorio. Descubren a 99, y discuten si deben matarla o mantenerla con vida, ya que ya no es humana, a pesar de ser técnicamente una superviviente. Se produce un apagón repentino en el laboratorio y Jono es testigo de la huida de 99, pero no dice nada.
Otro soldado intenta disparar a la cerradura de la puerta y liberar al grupo del laboratorio, pero provoca una explosión. Cuando el grupo vuelve en sí, empieza a sonar una alarma y comienza el plan de contingencia de James. A través de un altavoz, James declara que su creación es sólo suya, y que aquellos que intenten arrebatársela morirán. El Sujeto 98 despierta y mata a la mayoría de los soldados; Jono y el comandante sobreviven después de que el comandante lance una granada a 98. El Sujeto 99 vuelve en sí y huye por el edificio mientras los soldados supervivientes le disparan y 98 le persigue. Se encierra en un pequeño despacho y encuentra los planos de su cuerpo cibernético y su brazo de cañón, junto con la mitad superior de su cabeza y su rostro conservados en un frasco de formol. Se acerca a un espejo y ve su nueva forma por primera vez; enfurecida, golpea el espejo y lo rompe. Tras salir de la habitación y encontrarse con más experimentos fallidos de James, 99 se abre paso por el edificio, matando a todos los soldados que encuentra en defensa propia. Descubre a Jono detrás de una puerta y le perdona la vida después de que él suplique por su vida y prometa ayudarla a salir del laboratorio. De repente, el comandante aparece y dispara a 99 antes de golpearla; Jono coge una pistola y mata al comandante a tiros antes de ser atacado por el Sujeto 98. Con su batería críticamente baja, 99 utiliza lo último de su fuerza para arrancar el cerebro de 98, matándolo. Se desploma junto a un Jono gravemente herido, y su batería finalmente se agota. La cinta muestra una cámara de seguridad en la que se ve a 99 levantándose y marchándose.
Mientras tanto, en "Holy Hell", se muestra que Nash y Petro han secuestrado a Spivey. Mientras el resto del equipo lo busca frenéticamente, Nash afirma que "el tiempo de vida comienza ahora mismo". Frente a una pared de pantallas de televisión, Slater avisa por radio a sus compañeros desaparecidos y Petro afirma que debe intentar no perder la cabeza. Slater se derrumba y entra en trance frente a una pantalla, y comienza el cuarto corto: "Terror".
"Terror" (Terror)
- Escrito y dirigido por Ryan Prows

Un grupo de supremacistas blancos, conocido como La Milicia del Primer Movimiento Patriótico, está tramando volar un edificio del gobierno y recuperar América. Se muestra que viven en un complejo bien protegido en una zona desierta de Detroit, Míchigan. El recinto tiene una sala para las cámaras de seguridad, así como una pequeña habitación fuertemente protegida y cubierta de cruces de madera. En esta última habitación, un hombre está encadenado y prisionero. Bob, el camarógrafo, Greg, el líder del grupo, y Chuck, otro miembro, entran en la habitación. El hombre suplica por su vida y Greg le dispara a quemarropa. En un vídeo de propaganda, Greg explica que el grupo pretende "purgar el mal de América."
Los miembros del grupo salen en un coche y pasan por delante del edificio del gobierno que planean hacer estallar utilizando un "arma secreta". Slater aparece y da rifles y munición al grupo, y les pregunta si se han enfrentado antes al vampiro. Se muestra que el grupo dispara regularmente a un vampiro que tienen capturado, al cual le extraen la sangre, que tiene propiedades explosivas a la luz del sol; planean usar esto en lugar de una bomba. Queriendo probar si su plan funciona, inyectan a un conejo con una muestra de la sangre del vampiro y lo enjaulan; cuando sale el sol, el conejo explota. Esa noche, para celebrarlo, el grupo bebe mucho y se va de fiesta. Bob entra en el recinto y visita a Steve, que está sentado en la sala de cámaras de seguridad. La pareja visita al vampiro, y Bob incita a Steve a besar al hombre; la cabeza del vampiro cae hacia delante y baña a Steve de sangre mientras Bob se ríe.
A la mañana siguiente, una alarma de emergencia suena y alerta a los miembros del grupo. Greg reprende a Chuck, que debía estar de guardia en el recinto. Chuck corre hacia un cuerpo detrás del camión y descubre que es Terry; su cuello ha sido gravemente cercenado. De repente, se oyen ruidos en el interior del recinto y el grupo se da cuenta de que falta Steve. Greg llama a Steve, y una cabeza cortada es lanzada por la entrada del recinto mientras se escuchan rugidos desde el interior. Un miembro comienza a disparar una ametralladora montada en un camión sobre el complejo, perdiendo el control debido al balanceo y matando a algunos del grupo en el proceso, y es disparado en la cabeza por Greg cuando es incapaz de detenerse. Un Steve cubierto de sangre sale a tropezones del recinto a pesar de las protestas del grupo y se hace explotar rápidamente a la luz del día.
Los miembros restantes del grupo –Greg, Chuck, Tom y Bob– juran matar al vampiro. Entran en el recinto y descubren a la criatura escondida en el ático; le arranca la cara a Tom y Greg le dispara a mansalva. En el ático, el vampiro mata a Chuck golpeando su cabeza contra el suelo repetidamente, y Bob le dispara, fallando y disparando a Greg en la pierna. Bob es atacado por el vampiro, muriendo después de que su cara sea mordida. Greg, repitiendo la frase "Cristo es Rey", es asesinado por el vampiro mientras lo arrastra a la jaula y luego abre la ventana del ático dejando entrar la luz del sol, lo que provoca la explosión del vampiro y la destrucción del recinto.
Mientras tanto, en "Holy Hell", la mayoría del equipo SWAT está ahora muerto, con los ojos arrancados. Slater está atado a una silla y es confrontado por Petro y Nash, que le llaman la atención por aparecer en la última cinta de video y han estado trabajando desde dentro. Nash se pone una camisa blanca, una corbata negra y una peluca negra, y las mujeres explican que se dedican a traficar las cintas de video extremas, y que Slater es su última víctima. Petro le pregunta a Slater si está preparado para su primer plano antes de golpearle en la cabeza con la cámara de vídeo. La película termina con Nash y Petro hablando de que la cinta será la mejor de todas, y preguntándose cómo llamarla.

## Producción

### Desarrollo
En junio de 2020, se anunció que se estaba desarrollando un reinicio de la franquicia V/H/S, con una cuarta entrega titulada V/H/S/94, escrita por David Bruckner. Se dijo que la película llevaría la franquicia en una dirección diferente, con cada cortometraje de antología convergiendo por primera vez en una narrativa unificada. El título hace referencia al año en que se desarrolla la película, 1994. El proyecto fue una producción conjunta de Bloody Disgusting Films, Radio Silence Productions, Cinepocalypse Productions, Studio71, Raven Banner Entertainment y Shudder Original Films.
Bruckner, que dirigió el segmento favorito de los aficionados "Amateur Night" en la V/H/S original, estaba previsto que dirigiera, pero se retiró debido a sus compromisos en el próximo reinicio de Hellraiser. Asimismo, el colectivo de cineastas Radio Silence (que también dirigió un corto de la película original, "10/31/98") iba a dirigir, pero también se retiró para centrarse en la próxima secuela de Scream.

### Filmación
La fotografía principal se completó durante la pandemia del coronavirus COVID-19. Según el productor Josh Goldbloom, los equipos de producción construyeron decorados en hoteles y salas de conferencias, y "en el espíritu de las raíces de la serie, se aventuraron incluso bajo tierra en una alcantarilla."
Durante un panel de discusión de la Comic-Con sobre la película, Goldbloom añadió que los cineastas habían ido "muy auténticos con esta iteración de V/H/S", utilizando equipos de vídeo antiguos, transferencias de cintas físicas y efectos digitales para hacer que cada segmento pareciera un video de los años 90. 
Los directores también detallaron algunas de sus influencias cinematográficas a la hora de realizar cada cortometraje, citando los sucesos y las secuencias de vídeo del asedio de Waco, la persecución de O.J. Simpson, el asalto de Nancy Kerrigan-Tonya Harding y la secta Heaven's Gate. Los directores Jennifer Reeder y Timo Tjahjanto mencionaron como inspiraciones Videodrome, de David Cronenberg, y el infame shockumentary Faces of Death, respectivamente. Tjahjanto concluyó que "irónicamente, la última V/H/S será probablemente la de aspecto más sucio".
En una entrevista para The Daily Texan, Goldbloom y los cineastas explicaron cómo algunos de los segmentos consiguieron el aspecto deteriorado de VHS. Los cineastas rodaron sus segmentos a 29.97 fotogramas por segundo para emular la estética de las grabaciones en video. Según la directora Chloe Okuno, el segmento "Storm Drain" -inspirado en la película de terror [REC] y en el documental Dark Days- se rodó digitalmente y luego se convirtió en cinta y se reprodujo varias veces para degradar el material a propósito. El director Simon Barrett explicó que su cortometraje se inspiró en la película de terror soviética Viy, de 1967, y en su deseo de dirigir una película con la premisa de que alguien tuviera que vigilar un cadáver.

### Marketing
Una "primera mirada exclusiva" de V/H/S/94 fue subida a YouTube en el canal Internacional de Comic-Con el 27 de junio de 2021, después de una mesa redonda con los productores y directores. El clip corto presentó una porción de "Storm drain" de Chloe Okuno.

## Estreno
La película tuvo su estreno mundial en el Fantastic Fest el 26 de septiembre de 2021. A la proyección le siguió una sesión de preguntas y respuestas con el productor Josh Goldbloom y los directores Jennifer Reeder, Chloe Okuno, Simon Barrett y Ryan Prows. El 4 de octubre de 2021, la película se proyectó en el Beyond Fest en un programa doble con el V/H/S original. A la proyección le siguió una sesión de preguntas y respuestas con los productores Goldbloom y Brad Miska, y los directores Okuno, Barrett y Prows. Los cineastas mostraron algunos de los accesorios prácticos utilizados en la realización del segmento "Storm Drain".
V/H/S/94 se lanzó en América del Norte, Australia, Nueva Zelanda, Irlanda y el Reino Unido exclusivamente a través de la plataforma de streaming Shudder, el 6 de octubre de 2021.

## Recepción
En el agregador de críticas Rotten Tomatoes, la película tiene un índice de aprobación "Certified Fresh" del 95% basado en 43 críticas, con una calificación media de 6.8/10. El consenso de los críticos del sitio web dice: "V/H/S/94 vuelve a poner en marcha la franquicia con un sangriento buffet de cortos que debería hacer las delicias de los fans de las antologías de terror" En Metacritic, la película tiene una puntuación media ponderada de 63 sobre 100 basada en nueve críticas, lo que indica "críticas generalmente favorables".

## Secuela
Durante una entrevista con Dan Tabor de Cinapse News, el productor Josh Goldbloom reveló que el equipo de producción "ya contenía ideas para el próximo número de [V/H/S]" y que el potencial para hacer una secuela más,  finalmente la secuela V/H/S/99  se estrenará en octubre de 2022.